# HMS Ramillies (1892)
HMS Ramillies – brytyjski pancernik z przełomu XIX i XX wieku. Należał do typu Royal Sovereign. Był to czwarty okręt Royal Navy noszący tę nazwę dla upamiętnienia bitwy pod Ramillies z 1706 roku.

## Konstrukcja
Pancerniki typu Royal Sovereign zostały zaprojektowane przez sir Williama White'a. W momencie oddania do służby były najpotężniejszymi okrętami wojennymi na świecie.
HMS „Ramillies” posiadał artylerię główną kalibru 343 mm rozmieszczoną w dwóch dwudziałowych barbetach. Artyleria średnia składała się z 10 dział kalibru 152 mm, a lekka z 16 dział 57 mm i 12 dział 47 mm. Pancernik posiadał także siedem wyrzutni torpedowych (pięć nawodnych i dwie poniżej linii wodnej). Opancerzenie miało grubość 457 mm w pasie głównym, zmniejszając się po stronie dziobowej i rufowej do 356 mm, a w pasie górnym wynosiło od 102 do 76 mm.
Okręt miał wysoką wolną burtę, co poprawiało jego walory morskie przy znacznej masie. Początkowo jednak nadmiernie kołysał się na wzburzonym morzu, co zostało skorygowane przez zamontowanie stępki przechyłowej w latach 1894-1895.
W latach 1903–1904 przeszedł modernizację, podczas której zostały usunięte nawodne wyrzutnie torpedowe, a działa 152 mm na górnym pokładzie zostały umieszczone w kazamatach.

## Historia służby
Stępkę pod budowę HMS „Ramillies” położono 11 sierpnia 1890 roku w stoczni J & G Thomson w Clydebank. Wodowanie miało miejsce 1 marca 1892 roku, wejście do służby 17 października 1893 roku.
Rozpoczął swą służbę jako okręt flagowy Floty Śródziemnomorskiej. Przebywał na Morzu Śródziemnym od 28 października tego roku do sierpnia 1903 roku, przez większość tego czasu służąc jako okręt flagowy. Następnie, po remoncie w Chatham, we Flocie Rezerwowej. Podczas manewrów połączonych brytyjskich flot na Atlantyku zderzył się 16 czerwca 1906 roku z bliźniaczym pancernikiem HMS „Resolution”, odnosząc uszkodzenia steru i śrub okrętowych.
Po naprawie uszkodzeń służył od 1907 roku w Home Fleet, stacjonując w Devonport. W październiku 1913 roku został sprzedany na złom do Włoch.